# 윤치정
윤치정(尹致定, 1800년 ~ ?)은 조선시대의 문신이다. 자는 사능(士能), 호는 석취(石醉), 시호는 문정(文貞). 본관은 해평(海平)이다.

## 생애
1829년 정시문과에 병과로 급제하였다. 이후 여러 요직을 지내고 1834년 홍문관에 뽑혔으며, 1836년 효현왕후(孝顯王后)를 왕비로 책봉할 때 가례도감도청(嘉禮都監都廳)에 선임되어 가례를 주관하였다. 그 후 병조정랑 등을 거쳐 1845년(헌종 11) 한성부좌윤, 46년 성균대사성, 이어 형조판서 등을 지냈다.
1857년 순원왕후가 사망하자 국장도감(國葬都監) 제조로 장례를 주관하였다. 이후 대호군, 예조판서, 의금부판사 등을 지내고, 1864년(고종 1) 이조판서가 되었다. 글씨에 능하여 《필원록(筆苑錄)》에 올랐다.

## 가족 관계
- 고조부 : 윤식(尹湜)
  - 증조부 : 윤득경(尹得敬)
    - 할아버지 : 윤문동(尹文東)
      - 아버지 : 윤경열(尹慶烈)
        - 부인 : ?
          - 아들 : 윤우석(尹宇錫), 윤치용(尹致容)에게 출계
          - 사위 : 순천인 박기령(朴基寧)
            - 외손자 : 박문현(朴文鉉)

## 저서
- 편저서 《해평윤씨세보》